# Sune Sylvén
Sune Bertil Sylvén, född 1 februari 1940, död 29 september 2020  i Tumba distrikt, Stockholms län, var en svensk journalist och sportchef på Svenska Dagbladet.

## Biografi
Sune Sylvén inledde sin journalistkarriär på Länstidningen Södertälje i början av 1960-talet och kom senare att arbeta på Expressen och TT. Han arbetade 45 år på Svenska Dagbladet, varav 30 år som sportchef och sportkrönikör. Han rapporterade från åtta sommar-OS och sju vinter-OS, samt 25 gånger från Wimbledon. År 1981 blev han ordinarie sekreterare i bragdnämnden och var kvar där fram till år 2007. Han fortsatte att skriva krönikor fram till år 2012. Sune Sylvén är gravsatt i minneslunden på Lilla Dalens begravningsplats.